# Boon (Michigan)
Boon – jednostka osadnicza w Stanach Zjednoczonych, w stanie Michigan, w hrabstwie Wexford.